# Войводина (хокейний клуб)
Хокейний клуб «Войводина» (серб. Хокејашки клуб Војводина) — хокейний клуб з м. Нового Сада, Сербія. Заснований 1957 року. Виступає у Сербській хокейній лізі. Домашні матчі проводить у спортивному центрі СПЕНС (1,000 місць).
ХК «Войводина» — семиразовий чемпіон Сербії (1998, 1999, 2000, 2001, 2002, 2003, 2004), чемпіон Панонської ліги (2009).

## Досягнення
- Чемпіон Сербії (7): 1998, 1999, 2000, 2001, 2002, 2003, 2004.
- Чемпіон Панонської ліги (1): 2009